# Мильская равнина
Ми́льская равни́на (азерб. Mil düzü, равнина Миль) — равнина в междуречье Куры и Аракса. Вместе с Карабахской, Муганской и Ширванской равнинами образует Кура-Араксинскую низменность в Азербайджане. Расположена на правобережье реки Кура к западу от низовья реки Аракс.
Представляет собой полупустынную равнину. Западная часть возвышенная, расчленена сухими балками, северо-восточная часть низкая, лежит ниже уровня моря. Климат засушливый, с жарким летом. Осадков около 300 мм в год, на севере и северо-востоке меньше. Почвы серо-коричневые, серозёмные, серозёмно-луговые, местами засоленные. Естественная растительность полупустынная (полынь, солянки, каперцы), отчасти солянковая пустынная. Природа степи напоминает природу Муганской степи.

## География
На территории равнины расположены города: Имишли, Бейлаган.

## Археология
На Мильской равнине расположены остатки древнего поселения Наргизтепе. Здесь также расположены развалины средневекового города Орен-Кала.

## Природа
На территории равнины в 2003 году образован Аггёльский национальный парк.

## Влияние гидрогеологических условий на почвенный покров и агро-ландшафты
В период интенсивного орошения уровни грунтовых вод на склонах Мильской равнины, находятся на глубине 1,2—1,3, что создает угрозу для сельскохозяйственных культур. Такие минерализованные грунтовые воды могут осаждаться на глубинах 1,5—1,8, что может привести к образованию солей в почвах. Небольшое повышение уровня грунтовых вод может привести к неблагоприятным последствиям в аграрном ландшафте.

## Роль искусственного распада в дифференциации ландшафта Мильской равнины
С началом интенсивного земледелия на Мильской равнине изменение рельефа идёт вдоль линии спуска, что влияет на дифференциацию агрономических берегов.
Поскольку территория естественным образом слабо дефрагментируется, меры по орошению и мелиорации ведутся искусственным образом.
Искусственная дефрагментация Мильской равнине в большей степени сосредоточена вдоль рек Араз, каналов Верхнего Карабаха и Орджоникидзе.

## Реконструкция агроирригационных ландшафтов Мильской равнины
Разработана схема карты "Реконструкция аграрных ландшафтов «Мильской равнины». При проектировании карты учитывался уровень мелиоративной сложности территории. Принимая во внимание их положение, был разработан план формирования и направления экономической деятельности людей, система природоохранных и мелиоративных мер.
Комплексы, которые нуждаются в мелиоративных мерах, в частности необходимость повторного засоления и смачивания, расположены в северной части Мильской равнины и на берегу реки Аракс.

## Влияние степени минерализации на дифференциацию агроландшафтов Мильской равнины
Степень минерализации и химического состава грунтовых вод формируется не только природными факторами, но и влиянием мер орошения и мелиорации. Самые высокие уровни минерализации наблюдаются в контактных впадинах, во внешних частях конуса и возрастает до 25—50 г/л. Грунтовые воды более минерализованы в восточной части Мильской равнины. Минерализация грунтовых вод в отложениях Аггола и Мехмангола превышает 50—100 г/л. Минимальная минерализация наблюдается в верхних частях конусов Аракса и Гаргарчая.